# Jens Sønderup
Jens Sønderup, né le 2 février 1894 à Nørre Vium (Danemark) et mort le 22 mars 1978, est un homme politique danois membre du parti Venstre, ancien ministre et ancien député au Parlement (le Folketing).

## Décoration
- Commandeur de l'ordre du Dannebrog